# NGC 1831
NGC 1831 (другое обозначение — ESO 85-SC44) — шаровое звёздное скопление в созвездии Золотой Рыбы, расположенное в Большом Магеллановом Облаке.
Этот объект входит в число перечисленных в оригинальной редакции «Нового общего каталога».
40% звёзд скопления вращаются быстро, а остальные 60% — медленно. Возраст скопления — приблизительно 800 миллионов лет. На диаграмме Герцшпрунга — Рассела для NGC 1831 точка поворота главной последовательности заметно расширена.